# Megaselia phoebe
Megaselia phoebe är en tvåvingeart som beskrevs av Borgmeier 1962. Megaselia phoebe ingår i släktet Megaselia och familjen puckelflugor. Inga underarter finns listade i Catalogue of Life.